# Filsdorf
Filsdorf (Luxemburgs: Fëlschdref) is een plaats in de gemeente Dalheim en het kanton Remich in Luxemburg.
Filsdorf telt 335 inwoners (2001).

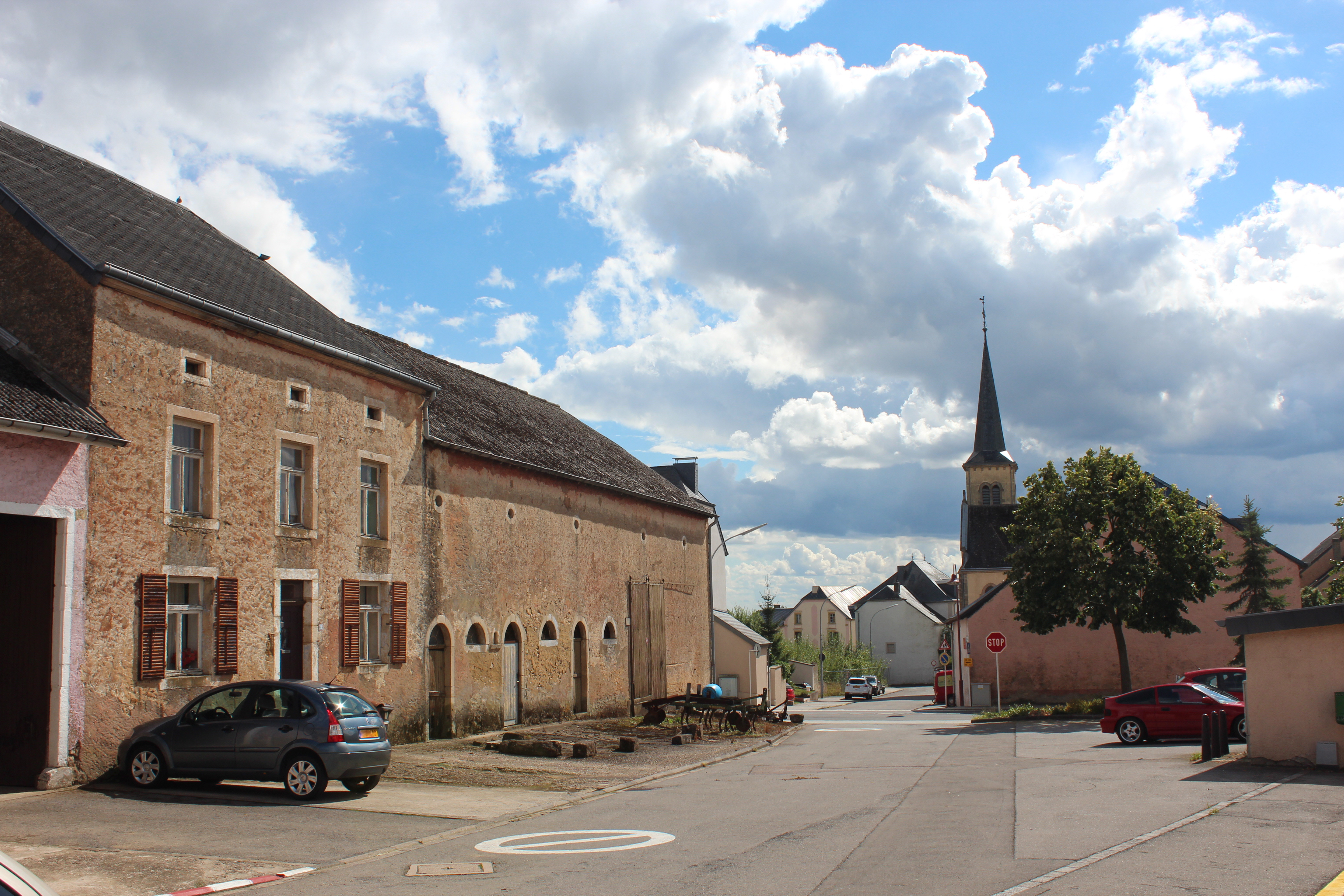
Filsdorf
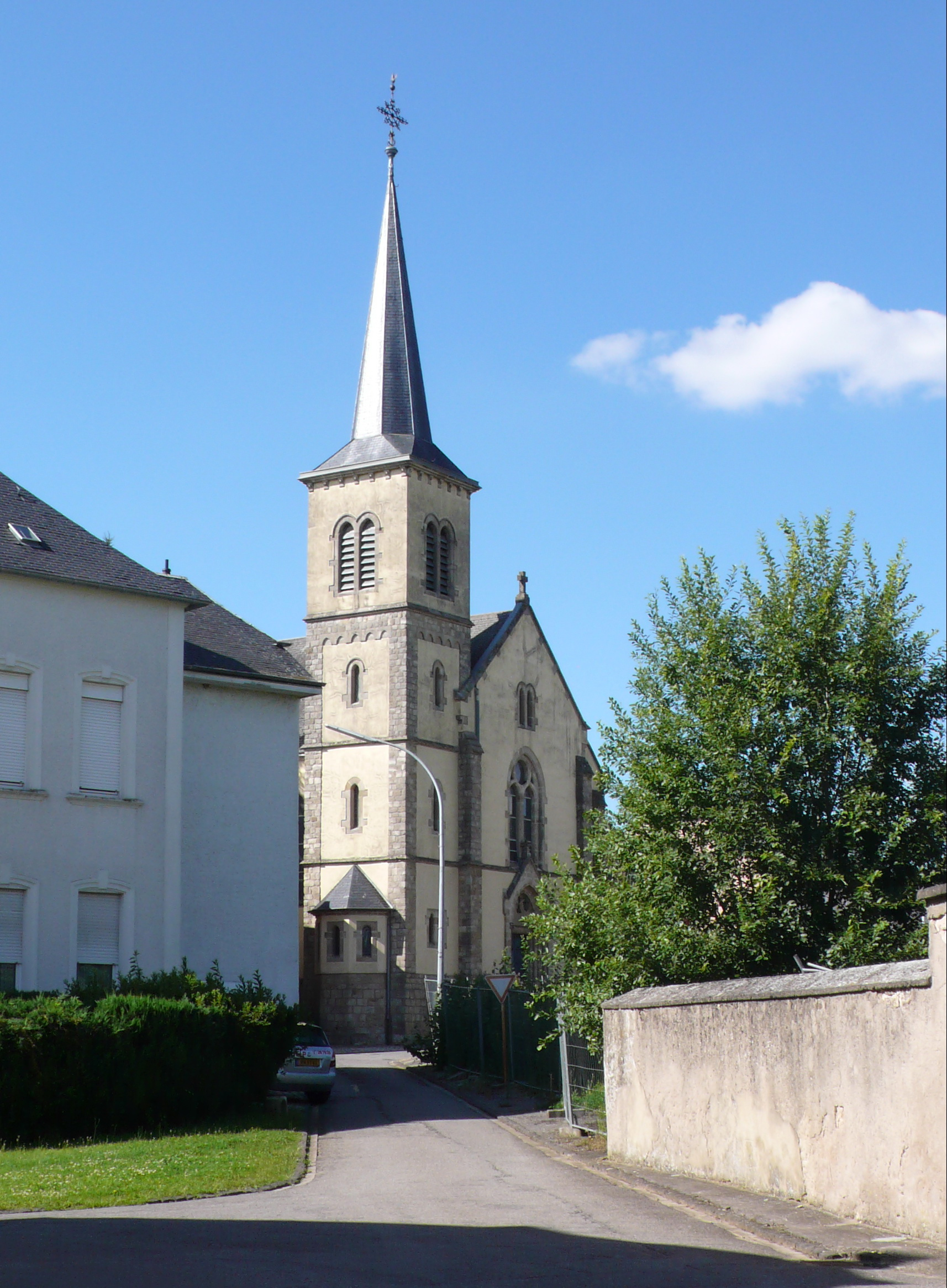
Kerk van Filsdorf
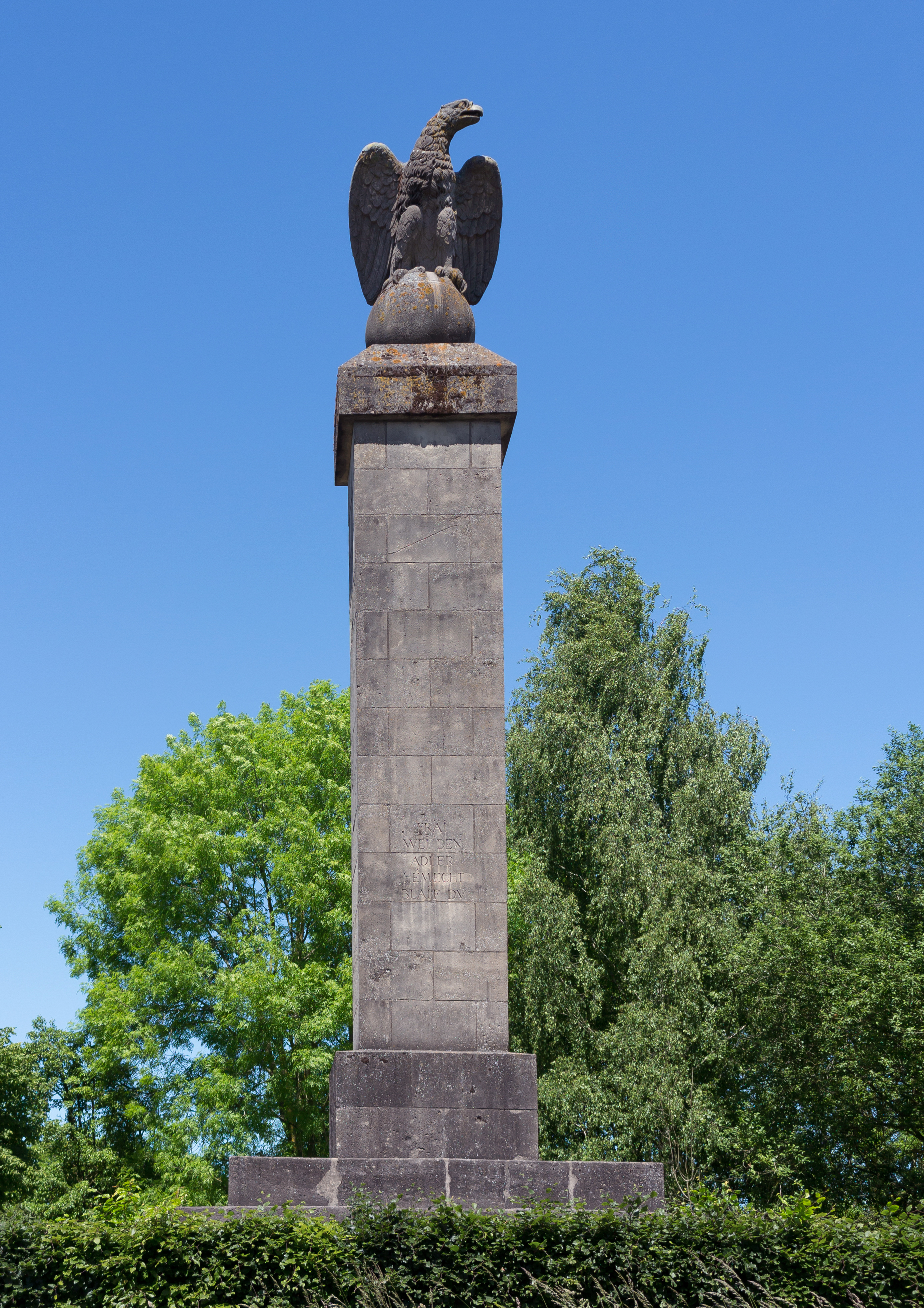
memoriaal bij Filsdorf